# الفاظ
الفاظ به عنوان قسمتی از علم اصول فقه شناخته می‌شود که به عنوان مقدمه جهت دریافت احکام شرع از دلائل، مباحث لفظی را مورد کنکاش و بررسی قرار می‌دهد. مبحث الفاظ، اولین بخش در کتاب‌های اصول فقه است و رابطه آن با علم اصول همیشه مورد چالش بوده‌است. این مبحث یکی از قدیمی‌ترین مباحث علم اصول فقه به شمار می‌آید و به لحاظ زمانی بعد از مبحث ادله نیست.

## تاریخچه
بحث الفاظ به همان اوائل سده نخست هجری و برداشت عالمان از متن‌های دینی مربوط می‌شود. بحث از الفاظ ابتدا به دلیل کتاب سروکار داشته‌است و بعد از آن به دلیل سنت سروکار دارد. تمام بحث‌هایی که در بحث الفاظ صورت می‌گیرد همانند وضع، مطلق و مقید، عام و خاص، امر و نهی و غیره، این گونه نبوده‌است که به صورت یک جا و همزمان وارد مباحث الفاظ شود بلکه به صورت تاریخی در این بخش از علم اصول جای گرفته‌اند. بنا به گفته دکتر احمد پاکتچی، قدیمی‌ترین مبحث از مبحث الفاظ، بحث از عام و خاص است که به عنوان کهن‌ترین نمونه طرح مباحث الفاظ مورد نظر است.

## معرفی
غالباً بحث‌های علم اصول را به چهار قسمت تقسیم می‌کنند که بخش نخستین آن، بعد از اشاره کردن به رئوس ثمانیه (مبانی هشت‌گانه) به برخی از مباحث زبانی‌شناسی اشاره کرده‌اند مانند بحث از وضع، استعمال، صحیح و اعم و حقیقت شرعیه. این مباحث گر چه جزو مسائل اصلی علم اصول نیستند اما برخی از بحث‌های الفاظ در علم اصول بر آن‌ها متوقف است. بخش دوم به مباحث الفاظ و سوم به حجج و امارات و چهارم نیز به تعادل و تراجیح دلالت دارد.گفته می‌شود که مباحث الفاظ در علم اصول از ماهیتی، عرفی و عقلائی برخوردارند.شایان ذکر است که میان مباحث الفاظ و دانش تاویل رابطه و نسبتی وجود دارد که برخی تلاش کرده‌اند تا ان را نشان دهند.

## نظرات معاصرین
یکی از مهم‌ترین ابتکارها در تقسیم‌بندی مباحث الفاظ متعلق به محمد باقر صدر باشد. سید محمد باقر صدر در کتاب «معالم الجدیده للوصول» به شیوه‌ای نو در مبانی هشت‌گانه علم اصول اشاره کرده‌اند که از آن جمله می‌توان به رابطه علم اصول و علوم دیگر همچون فقه، کلام و فلسفه اشاره کرد. محمد باقر صدر معتقد است که اصولیان شیعی در طرح مباحث الفاظ و فرایند تحلیل آن مقدم بر دیگران هستند و بحث‌هایی همچون معانی حرفی و وضع هیئت‌های الفاظ از این جمله‌اند.
روح‌الله خمینی بر اساس تعریفی که از علم اصول ارائه می‌دهند بر این باور است که بسیاری از مباحث الفاظ، همچون معانی وضعی و لغوی، تشخیص مفاهیم جمله‌ها و معانی و غیره از دایرهٔ علم اصول خارج می‌شود.